# Roter Berg (Erzgebirge)
Der Rote Berg, auch Rothenberg genannt, ist ein 637,7 Meter hoher Berg im sächsischen Erzgebirge.

## Geologie
Der westlich von Crandorf gelegene Berg erhielt seinen Namen nach dem dort abgebauten Roteisenstein. Von hier ausgehend verläuft über Erla bis nach Bermsgrün ein bis zu 17 Meter mächtiger Eisensteingang, der als wichtigste Eisensteinlieferstätte des Erzgebirges galt. Der Gang bestand aus einem roten Trum, auf dem vorwiegend Roteisenstein, und einem gelben Trum, auf dem vorwiegend Brauneisenstein mit Eisenockergehalten abgebaut wurde.

## Eisensteinabbau
Der am Fuß des Roten Bergs gelegene Erlhammer ist das älteste urkundlich nachweisbare Hammerwerk im Westerzgebirge. Das für die Eisenverhüttung notwendige Eisenerz wurde vermutlich bereits 1380 abgebaut. Der erste sichere Nachweis dafür ist ein Privileg für den Hammermeister Flemig aus dem Jahr 1517, in dem die „Zech am Rothen Berge“ erwähnt und der Bezug von Eisenstein und Kohle aus auswärtigen Quellen erlaubt wird. Christian Lehmann schreibt: „Nach dem Abend und Schwarzwasser zu [befindet sich] eine berufene Eisenzeche auf dem Roteberg in einem churfürstlichen Holz…, auf welcher einer der besten Eisensteine bricht, den die Hammerwerke herum gebrauchen, ist vor alters, ehe die hohen Öfen kommen, nicht wohl zu schmelzen gewesen, zu Nicol Klingers Zeit aber wieder in Beruf kommen und sehr ausgebaut worden, daß auch ein Sprichwort von ihm vorhanden: Der Rotenberg macht die Bergleute rot und die Hammerherren reich.“
Unter den am Roten Berg betriebenen Zechen befanden sich die 1583 verkauften Gruben St. Johannes Eisensteingrube am Rotenberg und St. Johannes Fehlständig. 1585 wurde die Zeche Himmelfahrt Christi am Rotenberg erwähnt. Nicol und Hans Klinger auf Erla und Pfeilhammer erhielten 1600 wöchentlich neun Fuder Eisenstein von der St. Johannes. Auch der Hammerherr Andreas Siegel in Mittweida und Großpöhla besaß eine Zeche am Roten Berg, deren Erzvorkommen im tiefsten Teil der Grube ein Lachter breit gewesen sein soll. 1609 erklärte er in einem Konzessionsgesuch zum Bau eines Hohen Ofens, dass er fast 2000 Gulden in diesem Bergwerk verbaut habe, der Eisenstein aber sehr hartschmelzig sei.
1662 werden die folgenden Gruben am Rothenberg genannt: St. Christoph am unteren Rothenberg, St. Johannes am oberen, Andreas Siegels Zeche, Aufm Bruch, eine Maß am unteren Rothenberg und die Heinzenbinge. Eisenstein wurde neben Erla auch an Wolf Samson von Elterlein auf dem Obermittweidaer Hammer, Johann Heinrich von Elterlein auf dem Pfeilhammer und Heinrich Siegel auf Großpöhla und Arnoldshammer geliefert.
Ende des 17. Jahrhunderts wird berichtet, es sei „alles entzwei gehauen“. Die Heinzenbinge wurde bis 1730 nicht durch Stollen, sondern durch Kunstgezeuge (Heinzenkunst) entwässert. Als 1732 die Befürchtung aufkam, dass der alte Kunstschacht zusammenbrechen könnte, wurde durch die Gewerken der ersten und zweiten Heinzenbinge festgelegt, einen Kunstschacht im Feld der ersten Heinzenbinge abzusinken, mit dem die Entwässerung beider Zechen gewährleistet wurde. Dieser wurde bis 1737 32 ¼ Lachter im Quergestein seiger abgesunken, 3 ¾ Lachter tiefer als der alte gemeinschaftliche Kunstbau.
Zwischen 1752 und 1791 betrug das Ausbringen – die gesamte Rohförderung an nutzbaren Mineralien – der ersten Heinzenbinge 24.607 Fuder Eisenstein für 66.564 Taler und 266 Fuder für 864 Taler (wohl unterschieden in Rot- und Brauneisenstein). Insgesamt wurden am Rothenberg in dieser Zeit 110.871 Fuder Eisenstein im Wert von 310.124 Talern abgebaut. Mitte des 18. Jahrhunderts bestand die Belegschaft aus je einem Ober- und Untersteiger, 27 Häuern, elf Lehrhäuern, drei Knechten und drei Jungen.
Adolph Lobegott Peck schreibt 1795: „Der Roteberg ist das berühmteste Eisenbergwerk des Erzgebirges. Es besteht aus 4 gangbaren Gruben, die an die nächsten Hammerwerke jährlich auf 3000 Fuder Eisenstein, die sehr gutes Eisen geben, liefern. 4 Wasserkünste, welche die Grubenwasser herausheben, lassen auf die Weitläufigkeit des Gebäudes daselbst schließen. ... Der Eisenstein ist bläulich-gelber Farbe. Bei den Mineralogen wird er Hämatites coerulescnes und hier ‚glaucher‘ Eisenstein genannt. Sonst bricht hier auch Glaskopf, Braunstein und viel Eisenocker“.
Die folgenden Beschreibungen der Zechen und Bergwerkstechnik am Rothenberg gibt der Chronist Richter Mitte des 19. Jahrhunderts: „Großartig sind die drei Fundgruben des Rotenbergs, die Obere und Untere Heinzenpinge und St. Johannis, welche in der Teufe miteinander durchschlägig sind und sich Wasser zuführen. Ihre Wasserhaltung geschieht durch Künste, deren riesige Räder über Tage hängen. Der Eisenstein wird mittels eines Kehrrades und eines eisernen 110 Zentner schweren Seiles zu Tage gefördert.“ Weiterhin führt er aus: Der „Rotenberg, der schon seit 400 Jahren mit unerschöpflicher Ausdauer 10–12 Hammerwerke mit Eisenstein versorgt und immer bis gegen 200 Bergleute in lohnender Tätigkeit erhält, war und ist Sachsens größter Eisensteinschatz. Die elliptisch gemauerten Schächte werden häufig von Ausländern befahren. Es geht die Teufe der Schächte 80–90 L unter dem Schwarzwasser fort. Der vom Schwarzwasser abgeleitete Kunstgraben hebt die tiefen Wasser zu Tage und treibt den Göpel. Durch ein Drahtseil werden die Tonnen von der Kunst aus dem Schachte gebracht.“
Durch ein Hochwasser wurden die Tiefbaue im Rothenberg 1858 bis zur 68-Lachter-Strecke unter Wasser gesetzt. Die Glanzzeit des Bergbaus am Rothenberg ging Ende des 19. Jahrhunderts zu Ende. Obwohl das Erz noch nicht erschöpft war, wurde der eigentliche Bergbau 1865 eingestellt. Die Wasserkraft für den Wassergöpel wurde fortan von einer Holzschleiferei genutzt. 1875 und 1912 sind jeweils 3 Bergarbeiter erwähnt. 1930 wurde der Betrieb versuchsweise wieder aufgenommen und die Erste Heinzenbinge Fundgrube samt St. Johannes Erbstolln am Erla-Rothenberge werden 1938 im „Jahrbuch für das Berg- und Hüttenwesen in Sachsen“ unter den in Gang befindlichen Gruben genannt.
An der Stelle, wo die Stollenanlagen nahe Erla in das Schwarzwasser mündeten, wurde ein Wasserpumpwerk betrieben. Neben den zahlreichen Halden erinnert ein 1827 erbauter Pulverturm an den einstigen Erzbergbau.

## Bergbaulehrpfad
Über den Roten Berg führt von Erla ausgehend ein zwei Kilometer langer Bergbaulehrpfad mit 16 Hinweistafeln zur Oberen Bergschmiede.